# Boškovie laz
Boškovie laz (935 m n. m.)  je vrchol v Malé Maguře, geomorfologickém podcelku Strážovských vrchů. Nachází se v hlavním hřebeni pohoří nad obcemi Dlžín, Seč a Kanianka v okrese Prievidza.
Mohutný masiv je situován jižně od Magury a zalesněný vrchol neposkytuje výhledy.

## Přístup
- po  značce z obce Dlžín
- po  značce z Magury nebo z Bojnic přes Šútovské sedlo